# 北原明日香
北原 明日香（きたはら あすか、1982年 - ）は、日本の女性イラストレーター。北海道出身（宮崎県生まれというプロフィールもある）。

## 来歴
北海道教育大学芸術文化課程美術科卒業。セツ・モードセミナー夜間部卒業。中学校の美術教員などを経てフリー。イラストレーターとして装画や挿絵を中心に活動。主にアクリル絵の具を用いる。主な装画に渡辺和子『置かれた場所で咲きなさい』など。